# Rima Hadley
Rima Hadley – rów  na powierzchni Księżyca o długości około 80 km. Znajduje się na obszarze Palus Putredinis na współrzędnych selenograficznych ☾ 25,0°N 3,0°E/25,000000 3,000000. Nazwa tego kanału została nadana w 1964 roku przez Międzynarodową Unię Astronomiczną i pochodzi od pobliskiej góry księżycowej Mons Hadley.